# リー環のコホモロジー
数学において、リー環のコホモロジー（英: Lie algebra cohomology）とは、リー環に対するコホモロジー論である。それは  Chevalley and  Eilenberg (1948) によって、コンパクトリー群の位相空間としてのコホモロジーの代数的構成を与えるために、定義された。上の論文では、コシュール複体と呼ばれる鎖複体がリー環上の加群に対して定義され、そのコホモロジーが普通の意味で取られる。

## 動機付け
G がコンパクト単連結リー群のとき、G はそのリー環によって決定され、したがってそのコホモロジーはリー環から計算できるはずである。これは次のようにしてできる。そのコホモロジーは G 上の微分形式の複体のド・ラームコホモロジーである。これは同変微分形式の複体に置き換えることができ、それは今度は適切な微分でリー環の外積代数と同一視できる。外積代数のこの微分の構成は任意のリー環に対して意味をなし、したがってすべてのリー環に対してリー環のコホモロジーを定義するのに使われる。より一般に加群に係数を持つリー環のコホモロジーを定義するために類似の構成を用いる。

## 定義
{\displaystyle {\mathfrak {g}}} を可換環 R 上のリー環、{\displaystyle U{\mathfrak {g}}} をその普遍包絡環とし、M を {\displaystyle {\mathfrak {g}}} の表現とする（同じことだが {\displaystyle U{\mathfrak {g}}}-加群とする）。R を {\displaystyle {\mathfrak {g}}} の自明表現と考え、コホモロジー群
{\displaystyle \mathrm {H} ^{n}({\mathfrak {g}};M):=\mathrm {Ext} _{U{\mathfrak {g}}}^{n}(R,M)}
を定義する（Ext の定義は Ext関手を参照）。同じことだが、これらは左完全不変部分加群関手
{\displaystyle M\mapsto M^{\mathfrak {g}}:=\{m\in M\mid xm=0\ {\text{ for all }}x\in {\mathfrak {g}}\}}
の右導来関手である。
同様に、リー環のホモロジーを
{\displaystyle \mathrm {H} _{n}({\mathfrak {g}};M):=\mathrm {Tor} _{n}^{U{\mathfrak {g}}}(R,M)}
と定義でき（Tor の定義は Tor関手を参照）、これは右完全余不変関手
{\displaystyle M\mapsto M_{\mathfrak {g}}:=M/{\mathfrak {g}}M.}
の左導来関手と同値である。
リー環のコホモロジーについての重要な基本的な結果の中にはホワイトヘッドの補題、ワイルの完全可約性定理、レヴィ分解定理がある。

## シュバレー・アイレンバーグ複体
体 k 上のLie環 {\displaystyle {\mathfrak {g}}} の左 {\displaystyle {\mathfrak {g}}}-加群 M に値を持つリー環コホモロジーはシュバレー・アイレンバーグ複体 {\displaystyle \mathrm {Hom} _{k}(\Lambda ^{\ast }{\mathfrak {g}},M)} を用いて計算できる。この複体の n-コチェインは M に値を持つ n 変数の交代 k-多重線型関数 {\displaystyle f:\Lambda ^{n}{\mathfrak {g}}\to M} である。n コチェインのコバウンダリは次で与えられる (n + 1)-コチェイン δf である：
{\displaystyle (\delta f)(x_{1},\ldots ,x_{n+1})=\sum _{i}(-1)^{i+1}x_{i}\,f(x_{1},\ldots ,{\hat {x}}_{i},\ldots ,x_{n+1})+\sum _{i<j}(-1)^{i+j}f([x_{i},x_{j}],x_{1},\ldots ,{\hat {x}}_{i},\ldots ,{\hat {x}}_{j},\ldots ,x_{n+1})\,,}
ただしキャレットはその引数を除くことを意味する。

## 小さい次元のコホモロジー
0次コホモロジー群は（定義により）加群に作用するリー環の不変加群である：
{\displaystyle H^{0}({\mathfrak {g}};M)=M^{\mathfrak {g}}=\{m\in M\mid xm=0\ {\text{ for all }}x\in {\mathfrak {g}}\}.}
1次コホモロジー群は内部微分の空間 Ider を法とした微分の空間 Der である：
{\displaystyle H^{1}({\mathfrak {g}};M)=\mathrm {Der} ({\mathfrak {g}},M)/\mathrm {Ider} ({\mathfrak {g}},M)}
ただし微分はリー環から M への写像 d で
{\displaystyle d[x,y]=x\,dy-y\,dx~}
なるもので、それが内部微分とはそれがある a ∈ M で
{\displaystyle dx=xa~}
で与えられることをいう。
2次コホモロジー群
{\displaystyle H^{2}({\mathfrak {g}};M)}
はリー環の加群 M によるリー環の拡大
{\displaystyle 0\rightarrow M\rightarrow {\mathfrak {h}}\rightarrow {\mathfrak {g}}\rightarrow 0}
の同値類の空間である。
より高次のコホモロジー群に対しては同様の易しい解釈は無いようである。